# ピー・アール・エー
株式会社ピー・アール・エー（英: PRA Ltd.）は、日本のアニメ制作会社。
社名は「Prime Reliance Abilty」を略したもの。

## 歴史
2005年2月4日にティー・エヌ・ケーで『神無月の巫女』『パパとKISS IN THE DARK』などの制作プロデューサーを務めていた中川忍が設立。
2008年2月1日にはスタジオを設立、2013年4月12日には株式変更。
主にグロス請けを中心に活動を行っていたが『ビキニ・ウォリアーズ』よりfeel.と共同制作、『TSUKIPRO THE ANIMATION』より元請制作としても活動をしている。

## 作品履歴

### テレビアニメ
| 開始年 | 放送期間    | タイトル                | 監督                        | アニメーション プロデューサー | 原作              | 共同制作 |
| ------ | ----------- | ----------------------- | --------------------------- | ----------------------------- | ----------------- | -------- |
| 2015年 | 7月 - 9月   | ビキニ・ウォリアーズ    | 葛谷直行                    | 上坂陽一郎 中川忍             | メディア ミックス | feel.    |
| 2017年 | 10月 - 12月 | TSUKIPRO THE ANIMATION  | 元永慶太郎（総） 松村樹里亜 | 和田京子                      | メディア ミックス |          |
| 2020年 | 1月 - 4月   | number24                | きみやしげる                | 中川忍                        | オリジナル        |          |
| 2021年 | 7月 - 12月  | TSUKIPRO THE ANIMATION2 | きみやしげる                | 髙橋恭平                      | メディア ミックス |          |
| 2022年 | 10月 - 12月 | VAZZROCK THE ANIMATION  | 高本宣弘                    | 中川忍                        | メディア ミックス |          |
| 2025年 | 1月 - 3月   | 誰ソ彼ホテル            | 紅水康介                    | 中川忍                        | ゲーム            |          |
| 2025年 | 7月 -       | 9-nine- Ruler’s Crown   | 大畑晃一                    | 中川忍                        | ゲーム            |          |

### OVA
| 発売年 | タイトル                  | 監督     | アニメーション プロデューサー | 原作              | 共同制作 |
| ------ | ------------------------- | -------- | ----------------------------- | ----------------- | -------- |
| 2016年 | ビキニ・ウォリアーズ OVA  | 葛谷直行 | 上坂陽一郎 中川忍             | メディア ミックス | feel.    |
| 2018年 | ビキニ・ウォリアーズ OVA2 | 葛谷直行 | 上坂陽一郎 中川忍             | メディア ミックス | feel.    |

### Webアニメ
- 東建コーポレーション ホームメイト・アニメ（2016年）

### 制作協力
| 年     | タイトル                                                    | 制作元請                                | 備考                                           |
| ------ | ----------------------------------------------------------- | --------------------------------------- | ---------------------------------------------- |
| 2008年 | 伯爵と妖精                                                  | アートランド                            | 5話                                            |
| 2008年 | 恋姫無双                                                    | 動画工房                                | 4話・9話                                       |
| 2008年 | 二十面相の娘                                                | ボンズ テレコム・アニメーションフィルム | 9話                                            |
| 2009年 | にゃんこい！                                                | AIC                                     | ニャンコ09匹目!                                |
| 2009年 | 真・恋姫無双                                                | 動画工房                                | 各話制作協力                                   |
| 2009年 | ティアーズ・トゥ・ティアラ                                  | WHITE FOX                               | 19話                                           |
| 2009年 | タユタマ -Kiss on my Deity-                                 | SILVER LINK.                            | 5話・11話                                      |
| 2010年 | ヨスガノソラ                                                | feel.                                   | 8話・12話                                      |
| 2010年 | もっとTo LOVEる -とらぶる-                                  | XEBEC                                   | 各話制作協力                                   |
| 2011年 | 星空へ架かる橋                                              | 動画工房                                | 各話制作協力                                   |
| 2011年 | ゆるゆり                                                    | 動画工房                                | 各話制作協力                                   |
| 2011年 | バカとテストと召喚獣                                        | SILVER LINK.                            | 各話制作協力                                   |
| 2011年 | まよチキ！                                                  | feel.                                   | 各話制作協力                                   |
| 2012年 | パパの言うことを聞きなさい！                                | feel.                                   | 3話・10話                                      |
| 2012年 | だから僕は、Hができない。                                   | feel.                                   | 2話                                            |
| 2012年 | ハイスクールD×D                                             | ティー・エヌ・ケー                      | 8話                                            |
| 2012年 | 銀河へキックオフ!!                                          | TYOアニメーションズ                     | 4話・11話・18話・25話・34話・38話              |
| 2013年 | 銀河機攻隊 マジェスティックプリンス                         | 動画工房 オレンジ                       | 4話・9話・14話・19話                           |
| 2013年 | たまゆら ～もあぐれっしぶ～                                 | TYOアニメーションズ                     | 3話・6話・10話                                 |
| 2013年 | ロウきゅーぶ！SS                                            | project No.9                            | 8話                                            |
| 2014年 | ダイヤのＡ                                                  | MADHOUSE Production I.G                 | -2015年、16話・25話・37話・46話・55話・63話    |
| 2014年 | 寄生獣 セイの格率                                           | MADHOUSE                                | -2015年、2話・13話・22話                       |
| 2014年 | 普通の女子校生が【ろこどる】やってみた。                    | feel.                                   | 2話・5話・7話・9話                             |
| 2014年 | ディーふらぐ！                                              | ブレインズ・ベース                      | 6話                                            |
| 2014年 | ゆるゆり なちゅやちゅみ!                                    | TYOアニメーションズ                     | 制作協力                                       |
| 2015年 | おまかせ！みらくるキャット団                                | 小学館集英社プロダクション OLM          | 4話・13話・14話・23話                          |
| 2015年 | ゆるゆり さん☆ハイ!                                         | TYOアニメーションズ                     | 2話・6話                                       |
| 2016年 | ステラのまほう                                              | SILVER LINK.                            | 6話                                            |
| 2016年 | 坂本ですが？                                                | スタジオディーン                        | 2話・8話・13話                                 |
| 2016年 | 初恋モンスター                                              | スタジオディーン                        | 2話・5話・9話                                  |
| 2016年 | デジモン・アドベンチャーtri                                 | 東映アニメーション                      | 制作協力                                       |
| 2017年 | カブキブ！                                                  | スタジオディーン                        | 6話                                            |
| 2017年 | リルリルフェアリル                                          | スタジオディーン                        | 各話制作協力                                   |
| 2017年 | 月がきれい                                                  | feel.                                   | 4話                                            |
| 2017年 | Rewrite                                                     | エイトビット                            | 18話                                           |
| 2017年 | ACCA13区監察課                                              | マッドハウス                            | 5話・10話                                      |
| 2017年 | ナンバカ                                                    | サテライト                              | 16話                                           |
| 2018年 | 鬼灯の冷徹                                                  | スタジオディーン                        | その弐                                         |
| 2018年 | ヒナまつり                                                  | feel.                                   | 10話                                           |
| 2018年 | 転生したらスライムだった件                                  | エイトビット                            | 15話                                           |
| 2018年 | ぱすてるメモリーズ                                          | project No.9                            | 8話                                            |
| 2018年 | 僕のヒーローアカデミア THE MOVIE 〜2人の英雄〜              | ボンズ                                  | 撮影協力                                       |
| 2018年 | ゾンビランドサガ                                            | MAPPA                                   | 第4話・第5話・第6話・第7話・第8話撮影協力      |
| 2019年 | 胡蝶綺 〜若き信長〜                                         | スタジオディーン                        | 4話・8話                                       |
| 2019年 | フルーツバスケット                                          | トムス・エンタテインメント              | 20話                                           |
| 2019年 | この世の果てで恋を唄う少女YU-NO                             | feel.                                   | 12話                                           |
| 2019年 | ダイヤのA actII                                             | MADHOUSE                                | 8話                                            |
| 2019年 | Re:ステージ! ドリームデイズ♪                                | ゆめ太カンパニー グラフィニカ           | 3話・4話・6話・9話・11話                       |
| 2020年 | 魔女の旅々                                                  | C2C                                     | 6話                                            |
| 2020年 | グリザイア：ファントムトリガー THE ANIMATION スターゲイザー | バイブリーアニメーションスタジオ        | 撮影協力                                       |
| 2020年 | GRANBLUE FANTASY The Animation Season2                      | MAPPA                                   | 撮影協力・Extra1・Extra2                       |
| 2020年 | 球詠                                                        | studio A-CAT                            | 撮影協力・4話・6話・8話・9話・10話・11話・12話 |
| 2020年 | ソードアート・オンライン アリシゼーション・ブレイディング   | バンダイナムコエンターテインメント      | ゲーム内映像撮影                               |
| 2020年 | 思い、思われ、ふり、ふられ                                  | A-1 Pictures                            | 撮影協力                                       |
| 2021年 | 劇場版 美少女戦士セーラームーンEternal                      | 東映アニメーション スタジオディーン     | 撮影協力                                       |
| 2021年 | 五等分の花嫁∬                                               | バイブリーアニメーションスタジオ        | 制作協力・撮影・第3話                          |
| 2021年 | 転生したらスライムだった件                                  | エイトビット                            | 制作協力・撮影・第29話                         |
| 2021年 | SK∞ エスケーエイト                                          | ボンズ                                  | 撮影協力・9話                                  |
| 2021年 | 装甲娘戦機                                                  | studio A-CAT                            | 全話撮影・2Dワーク                             |
| 2022年 | CUE!                                                        | ゆめ太カンパニー グラフィニカ           | 第5話・第9話・第12話・第23話制作協力           |

### その他
- 沖縄CM（CM、アニメーションパート制作、2008年）